# Delphinium carolinianum
Delphinium carolinianum är en ranunkelväxtart. Delphinium carolinianum ingår i släktet storriddarsporrar, och familjen ranunkelväxter.

## Underarter
Arten delas in i följande underarter:
- D. c. calciphilum
- D. c. carolinianum
- D. c. vimineum
- D. c. virescens

## Bildgalleri

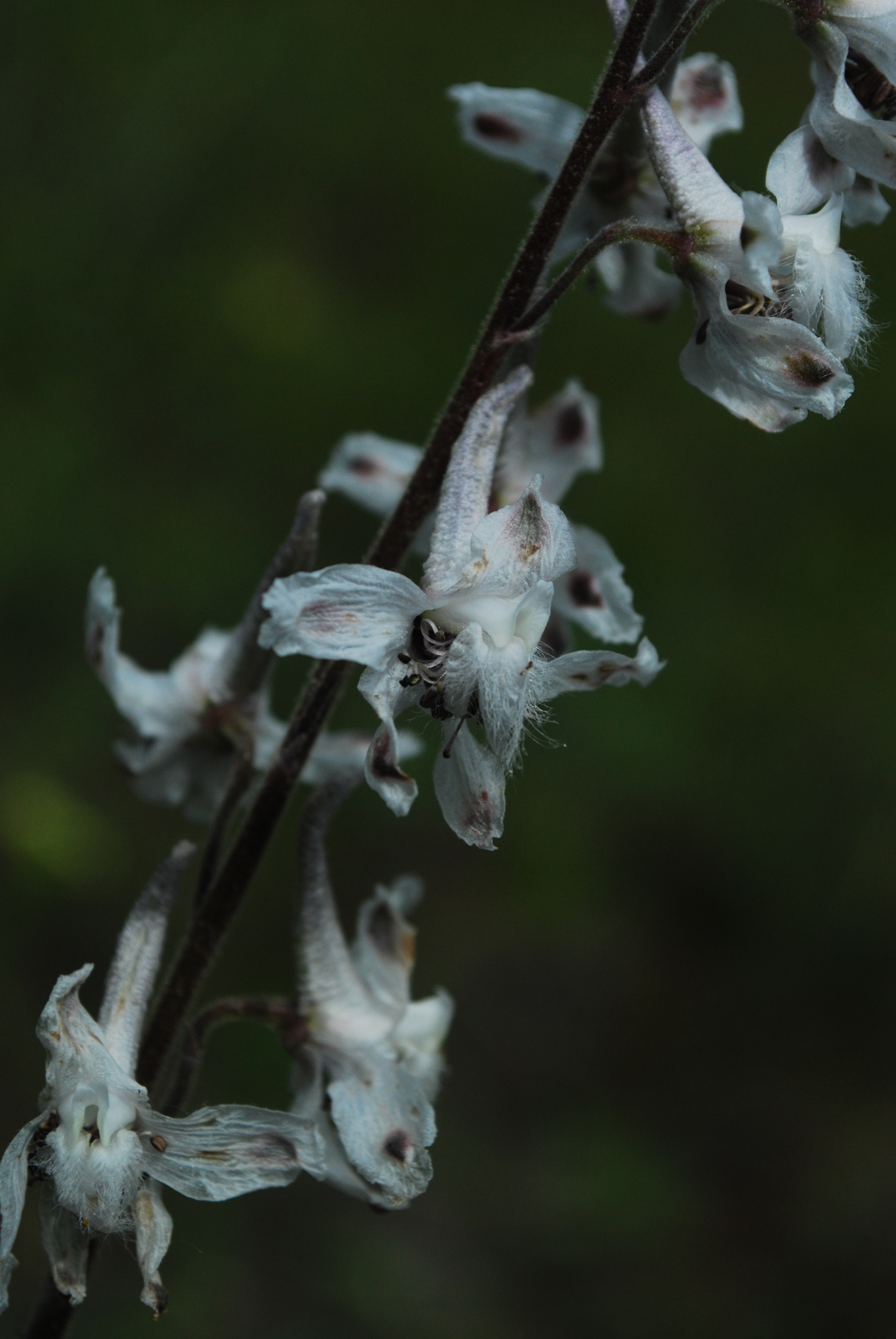